# Gastrointestinal Endoscopy
Gastrointestinal Endoscopy, abgekürzt Gastrointest. Endosc., ist eine wissenschaftliche Fachzeitschrift, die vom Elsevier-Verlag veröffentlicht wird. Derzeit erscheint die Zeitschrift mit zwölf Ausgaben im Jahr. Es werden Arbeiten veröffentlicht, die sich mit der gastrointestinalen Endoskopie beschäftigen.
Der Impact Factor lag im Jahr 2014 bei 5,369. Nach der Statistik des ISI Web of Knowledge wird das Journal mit diesem Impact Factor in der Kategorie Gastroenterologie und Hepatologie an zehnter Stelle von 76 Zeitschriften geführt.